# Володимир (футбольний клуб)
Володимир — український аматорський футбольний клуб з міста Володимир. Заснований 2000 року, знявся з футбольних змагань 2009 року, повторно розпочав виступи в 2021 році. Грає у вищій лізі чемпіонату Волинської області з футболу.

## Історія клубу
Футбольний клуб «Володимир-Волинський» офіційно заснований у 2000 році. До цього у чемпіонаті Волинської області місто Володимир-Волинський представляла команда «Кристал», яка була середняком першості. З початком виступів новоствореного клубу в обласних змаганнях він вже з перших років зайняв лідируючі позиції; у 2006, 2007 і 2008 роках займав друге місце в першості, в 2001 і 2004 роках займав третє місце в першості, а в 2001 і 2003 роках став фіналістом Кубка області. Проте в 2009 році клуб знявся із змагань, причиною чого стало небажання тогочасної міської влади підтримувати команду. Лише
в березні 2021 року за підтримки нового міського голови Ігора Пальонки вдалося відродити клуб вже під новою назвою «Володимир». У 2021 році відроджена команда зайняла 5-те місце в першості області, а в 2022 році піднялася на 4-те місце.